# Clepsimorpha
Clepsimorpha là một chi bướm đêm thuộc họ Gelechiidae. Chúng rất nhỏ với cánh hẹp. Ấu trùng loài này ăn phần lớn các loài thuộc chi này ăn bên trong lá cây chủ. Có khoảng 650 loài Bắc Mỹ.